# キメラ (漫画)
『キメラ』とは集英社発行の漫画雑誌『スーパージャンプ』にて連載された、緒方ていのファンタジー漫画作品である。単行本は全16巻で完結。最終章が『オースーパージャンプ』で連載され、2008年4月号で終了した。そちらは『キメラ ファイナルクロニクル』全2巻として刊行された。

## あらすじ
かつて、大陸を統一したカーライア帝国には戦う事に長けた種族がいた。「キマイラ」と呼ばれた殺戮と破壊を好み、燃えるような赤い目をした彼らを人々は「悪魔の種族」と呼び、畏怖した。戦が終わり、「カオス戦争」と呼ばれる戦争を経てキマイラたちは、キマイラを恐れれた人々によって滅ぼされたはずだった。
カーライア帝国は後継者を無くし分裂。帝都サラスを首都とする軍事国家・ゲイヴォルグが各地に侵略戦争をしかけ、領土を拡大していた。リンの住む辺境の村もゲイヴォルグ軍に襲われ、村人は鏖にされる。怒りでキマイラの血を呼び起こしたリンによって村に侵攻してきたゲイヴォルグ軍は全滅した。リンは自らの力を恐れ、1人で暮らすことを決意した。
その2年後。ゲイヴォルグ軍とクレイモア軍との戦いに初陣として加わった戦士・タキは何もできずにただ1人、生き延び逃げる途中で倒れ、そこをリンに助けてもらう。タキは故郷・クレイモアにリンを伴って帰る。ヘレンの営む孤児院を手伝う暮らしをはじめたリンがその暮らしにも慣れた頃、ゲイヴォルグ軍・蒼の騎士団がクレイモアに攻撃をしかけてくる。リンはキマイラの力を振るって蒼の騎士団を退けることに成功したが、クレイモアの人々はリンの正体を知っても、温かく受け入れてくれた。
孤児の1人であるカイルは、実はカーライア帝国皇帝の血筋であり、本来ならばカイラード7世となるべき人物であった。ゲイヴォルグに対抗するため、大司教によって皇帝位継承の儀を行うため、リン、タキ、カイルの3人はカイルを首都サラスへと旅立つのだった。
サラスでは、皇女・マルゴリット（ヘレン）をカリウス卿の手から逃がした大司教が老衰で亡くなり、遺言として次期大司教にマチルダを指名する。

## 主な登場人物

### リンとその仲間たち
リン
本編の主人公でありヒロイン。辺境の村ファーブルに住んでいたが、その村がゲイヴォルグ軍に襲われた事をきっかけに自分がキマイラである事を知る。人並み外れた運動能力と戦闘能力を持ち合わせているが、中身は年相応の女の子そのもの。タキと出逢い、彼に惹かれていく。その一方でキマイラとしての自分を受け入れ、苦しみながらもその運命を乗り越えようとする。実は、人間とキマイラの間に生まれた子で、本来なら存在自体が在り得ない「奇跡の種」である。
ファルシオンにおける断罪の日では、大風車を守る「6人の戦士」の1人として参戦。キマイラ6人の戦士のうちの1人・ドリスとの死闘の末に戦闘不能にすることで勝利。その後、シスがファルシオンにばら撒いた赤い水（キマイラを凶暴化させるウィルス）により暴走するも、タキの想いにより正気を取り戻し、サイファーとの決着をつける。
その後、タキ達と各地を転戦しながらの中で彼と結ばれるも、やがてキマイラの力が無くなりつつある為に自身の消滅を恐れて戦えなくなり、ルドルフとの最終決戦の参加はタキから止められる。しかし決戦半ばでサラスの戦いに参戦、戦場にいるキマイラ全員の力を剣に束ねて衛星兵器「魔槍ゲイヴォルグ」を破壊する。力を無くして消滅しかけるも、後に本来生まれるはずだったタキとの第一子（女の子）が自ら身代わりになった事で生き延びた。
サラスの戦いから数年後、タキとの間に3人の子供を儲け、自身が一人暮らしをしていた頃にいた土地（タキとの出会いの地）に住み、彼と畑を耕しながら幸せに暮らしている。
タキ
本編のもう一人の主人公。リンと出逢い、彼女の支えになろうと誓い戦うようになる。親をキマイラに殺された過去を持ち、額に十字の傷のついたキマイラを探している。リンと旅をするうちに彼女に惹かれて行く。始めの頃は戦闘経験もなかったが、実は戦士としての筋は悪くない。タキ、リン、カイルたちの中では一応リーダー役。
子供のカイルを除けばリンが強すぎるために強くなるための方法を模索していたが、ガラハットに師事して驚異的な脚力「烈風脚」を得、「烈風」の通り名を貰う。そして大きな無理と負担を負いつつ、キマイラであるガゼルにも勝ちうるほどの戦闘力を得た。そのガラハットが力尽きた時「超速剣」を受け継ぎ「疾風」と「烈風」を組み合わせた「嵐」の通り名で呼ばれるようになる。
サイファー達との決戦が終わった後日、ルドルフの手によって魔都と化した聖都・サラスを奪還する軍隊「聖十字軍<クルセイダーズ>」結成の中心人物として、また戦士の一員としてこれに参加した。ルドルフ達との死闘を繰り広げて、多くの犠牲を払いながらも最終的にルドルフを討ち取ることに成功する。しかし、その代価として「烈風脚」の酷使が原因で失明する。
サラスでの戦いの後は、リンとの出会いの地で彼女との第一子の魂の導きを受けながら生活する。サラスの戦いから数年後、リンとは3人の子供を儲け、ガラハットの治療によって再び光を取り戻し、第一子は祖母の下に旅立った。
武器は当初は長剣を使っていたが、「烈風脚」を覚えてからはツヴァイハンダー仕立ての刀（黎明）を、更に疾風斬を覚えた後はムラクモから1本の刀（旭光）・2本の隠し刀（暁光、曙光）を譲り受けて両手両足を使った四刀流が戦闘スタイルとなる。
カイル
タキが育ったクレイモアにある孤児院の男の子。年の割りにませていてスカートめくりや風呂の覗きばかりしている。しかしながら、実は母親のヘレンはカーライア帝国の最後の皇帝カイラード六世の皇女であり、皇室の血を唯一引き継いでいる。カイル自身もまた正当なるカーライア帝国の皇位継承者で、皇帝の証である剣を唯一抜くことができる。新皇帝として即位し戦争を終わらせるために旅をすることを決意する。
ルドルフとの最終決戦時には、聖戦（ジハード）時に力に目覚めたキマイラ達を率いて遅れながらも参戦を果たす。その後、戴冠式を執り行い、正式に「カイラード七世」として皇位に就く。
サラスの戦いから数年後、アインを側近・参謀として政治に励む。また、かつて「五年もすればいい女になる」と言ったルカを落ち着いたら迎えにいくような素振りを見せている。
マチルダ
帝都で大司教に仕えていたキマイラの少女。戦闘スタイルは父親の形見である2本のダガーによる二刀流。大司教の逝去に伴い、彼女が大司教に任命される。正当なる皇位継承者（=カイル）が帝都に現れたときに戴冠式を行い戦争を終わらせようと思っている。教義に反しているとは言え、笑顔を常に絶やさない女の子。アインに恋心をいだいているが、そのアインへの募る想いとキマイラである自分がぶつかり合い葛藤している。
サイファー達との決戦後は水の都市・ファルシオンに留まり、大司教として教会で子供達の世話をしたりしている。
サラスでの戦いから数年後、前大司教の側仕えとしていた頃の友人達やアガサと共に、リンとタキの戦いの軌跡を人形劇で子供達に広めるべく各地を転々とする生活を送っている。
アイン
グエン配下「蒼の騎士団」の一員で、通り名は「仕掛けボウガンのアイン」。仕掛けや機械などを作り出す事に関しては突出した能力を持つ。帝国に属しながらも、この戦争にはどこか疑問を抱いている。
クレイモアでの戦いの後にゲイヴォルグの密偵としてファルシオンに潜入したものの、自作の気球が木に引っ掛かってしまい、鍛冶師・ムラクモに見つかるが、ムラクモの孫の腹痛を治したことで許されそのまま世話になる。そしてファルシオンで偶然リン達と再会し、聖戦においては大風車を守る「6人の戦士」の1人としてキマイラであるエヴァンスと互角以上の激闘を繰り広げた。サイファー達との決戦後はタキと共に聖十字軍に参加し、サラス奪還の為に戦う。
サラスでの戦いから数年後、皇位に就いたカイルの側近となり政治に励む。また、落ち着いたらマチルダを迎えに行く事をカイルに明言している。
ガラハット
かつての「円卓の騎士団」の一員で、伝説の戦士。「疾風のガラハット」の通り名で活躍する。「東洋」に精通し、独自の剣術と針の技術を持つ。高速の斬撃を放つ「超速剣」の使い手。必殺技は「超速剣疾風斬」。
生活苦から反乱を起こした民を殺さなくてはならない騎士の正義に疑問を抱き、騎士団を脱退してその頃知り合ったキマイラ・マリーと共に旅に出る。だが途中ある事件から片足とマリーを失ってしまう。マリーを守りきれなかったことを悔やんだガラハットは彼女を守れるだけの力を求め遥か東の地で「超速剣」を習得し、行方不明になったマリーを探していた。マリーとの間に生まれた娘であるリンを（時に食事の相伴にありつきながら）見守る。師であったサイファーとの死闘の後、タキにリンと「疾風」の力を託し死亡したかと思われたがマリーの魂の一撃により死の淵から蘇る。「ファイナルクロニクル」にて、ファルシオンに押し寄せるマンティコア達を無数の剣で片っ端から切り伏せる活躍を見せる。
サラスとの戦いから数年後、タキの失明の治療を施した後、再び旅に出る。
カレン
ファルシオン自衛軍部隊長。代々傭兵の家に生まれ、自身も傭兵として各地を回る。弾性のある槍と踵に仕込まれた隠し刀を用いて戦う。タキとは幼馴染で、1年間ロジアの村で一緒だった。彼へ淡い恋心を抱いているが、タキはリンに想いを寄せていた為、その恋は実らなかった。サイファー達との決戦後は聖十字軍に参加し、ファルシオン軍の兵士達との連携攻撃で果敢に戦う。
サラスとの戦いから数年後、相変わらず傭兵団を率いる生活を続けているが、情勢も落ち着いたことから「そろそろ私も恋でもして子供でも産んでみるか」と発言して傭兵仲間を驚かせた。
トビィ
リンに懐いているナガミミムササビ。
キウイ
ガラハットと共に行動するカラスのような鳥。性別は雌。トビィに惚れている。

### キマイラ6人の戦士
サイファー
かつての「円卓の騎士団」の一員で、「天より選ばれしサイファー」と呼ばれた円卓最強の純白の騎士。ガラハットの師でもあった。カオス戦争に参加したが、終結後に円卓を抜けて姿を消す。その後、「黒衣の騎士」としてキマイラ6人の戦士を引き連れて（彼はキマイラではなく人間）人間を滅ぼすための「聖戦（ジハード）」を始める。彼の肉体は千ものキマイラの屍が圧縮された甲殻人間として改造されており、さらに流星の鉄で作られた鎧と剣によって圧倒的な戦闘能力をほこる。
ファルシオンにおける断罪の日、ガラハットとの死闘で遂に自らの体を構成する千のキマイラの同意を得、「白き騎士」として完全な姿を取り戻す。それと同時に内包するキマイラの力に自らの肉体も限界に達し己の信じる道の為にリンとの最終決戦に挑み、彼女に迷いがあったこともあり一度は退ける。だが、迷いを断ち切った彼女の真の力を前に、先のガラハットとの戦いで剣を1本折られていたこともあって敗北。
最後は、弱くもあるが変わろうと願い前へ歩んでいく人間たちの素晴らしさを認め、リンに未来を託し、人々を守るために千のキマイラの魂と共にルドルフの衛星兵器「ミョルニル」を破壊し消滅した。
ガゼル
「命の炎」を司る戦士。かつてロジアの村で人間たちによって4人の子供を殺され（これにはタキの両親も関わっていた）、その後サイファーの「聖戦」に加わる。4人の子供の魂が宿る左腕から発せられる炎と剣技を織り交ぜて戦い、その実力は「烈風」の通り名を持った直後のタキを全く寄せ付けず、完膚なきまでに打ち負かすほどであった。その後、タキと再び死闘を繰り広げるも限界を超えたタキによって人間への憎しみもろとも左腕を切り落とされた。
その後は聖十字軍に参加し、隻腕ながらも子供達の命の残り火を借りた炎の斬撃で戦う。しかし戦いの最中でカレンを庇って致命傷を負い、最後はタキの為に自身の命を燃やし尽くした炎撃でルドルフへの道を切り開いた後に灰となって消滅し、死去した。
ドリス
キマイラの戦闘パターンに従って追尾する、キマイラ殺しの魔剣「クセルスー」を用い戦う女戦士。かつて法王庁で「奇跡の種」を産み落とすための道具として毎晩人間の男たちに凌辱されていた所をサイファーによって助け出され、以後彼に従う。サイファーに恋心を抱いている。「奇跡の種」であるリンを激しく憎み何度か戦いを挑むが、戦いの中で成長を続けるリンにクセルスーを破られ最終的には行動不能となり敗北した。ファルシオンでの戦いの後は聖十字軍に参加し、タキ達と共に戦う。
サラスでの戦いから数年後、サイファーをよく知るガラハットに自分も旅に連れて行くよう頼んでいる。
アガサ
念動力やテレパシーといった超能力を操る少女。元々はスプーンを曲げたり軽い予知夢を見たりする程度であったが、法王庁で多くのキマイラの犠牲の下強化された。その力は、自らの体温を犠牲にするという異質な力である。キマイラが何の為に生まれたか、その答えを得るためにマチルダと戦うこととなる。戦いは彼女の力の秘密を知ったマチルダによって中断された。ファルシオンでの戦いの後は聖十字軍に参加し、グエンとの連携攻撃による空中からの敵の迎撃を担う存在となる。
サラスでの戦いから数年後、マチルダ達と行動を共にしてリンとタキの軌跡を描いた人形劇を広める旅を続けている。人形劇の人形は全て自身の念動力で操作しており、劇を見た子供達からは「まるで生きているみたい」と言わしめている。
単行本のおまけマンガでは、本編と関係なく魔法少女として大人に変身することもある。
エヴァンス
元修道騎士。巨大な鎌を用いて戦う。育ての親である司祭の裏切りによりキマイラの血に目覚める（この時、司祭を含め彼の素性を知る者は皆殺された）。その後人間の本質を見極めるために修道騎士となり、マチルダと出会う。彼女の姿にもう一度人間を信じようとするが（マチルダがキマイラであることを当初知らなかった）、人間の醜さを見せつけられ絶望しサイファーの「聖戦」に加わった。このとき、ゲイヴォルグの兵士に右目をつかれ失明した。後にアインと死闘を繰り広げ、その中で彼のマチルダに対する深い想いを知り、彼だけは信じることにした（戦いは両者行動不能で終わる）。ファルシオンでの戦いの後はアインの説得を受けて聖十字軍に参加し、その力を振るう。
サラスでの戦いから数年後、様々な事を学ぶべくグエンと各地を転々とする。
シス
「6番目」という意味を持つ戦士。目に見えぬほどの超高速の斬撃を放つ。6人の戦士の一人であるがその言動はキマイラとは一線を画している。リンを自分の下へ誘い込もうとしたり、タキと戦うもすぐに戦いをやめる等、その思惑は謎に包まれている。
実は王家の人間の血の刻印から作り出された複製人間で、聖戦後はルドルフと共に聖都・サラスを乗っ取り、新生ゲイヴォルグを作り上げる。キマイラの死肉を継ぎ接ぎして作られた体の為、寿命は長くなく、最後はルドルフを討ったタキと戦ったが、その後どうなったのかは描かれていない。

### 円卓の騎士団
サイファー
サイファー参照
ガラハット
ガラハット参照
グエン
「十人力のグエン」と呼ばれた騎士で、ガラハットの友人。ゲイヴォルグの超少数精鋭「蒼の騎士団」部隊長でもある。部下であるアインの開発した超重量の仕掛け鎧「ジェネロウ」や攻城戦車「ファランクス」をまとって戦う。その姿から「仕掛け鎧のグエン」と呼ばれることも。必殺技は無数の剣を一斉に発射する「ヤマアラシ」。初期のリンと互角以上の戦いを繰り広げた。
リンとの戦いの後行方知れずだったが、ガラハットの死を聞いた（実際には当人は生存していた）後にアインを含めた「蒼の騎士団」全員で聖十字軍に参加する。爆薬により発射スピードが大幅に増加し、さらにアガサの念動によって誘導能力をも備えた連携技「超ヤマアラシ」による活躍を見せる。
サラスでの戦いから数年後、エヴァンスと共に各地を転々とする生活を続けている。
ザイン
「人馬一体のザイン」と呼ばれる操馬に優れた騎士。戦闘においては、愛馬「グリンガレット」に跨り戦う。過去に少年達を戦で失い、その後は死に場を求め改造馬（イブリッド・ホース）と化した愛馬と共に戦い続けるが、リンの説得により翻意。カイルに円卓の騎士団再結成を誓い旅立つ。
後日、愛馬と共に聖十字軍に参加、戦場で唯一の騎馬兵として活躍するが、進化したマンティコアの攻撃により右腕を切り落とされて戦線離脱。死期を悟ったグリンガレットをタキの元へ送り出した。その後出血多量により、愛馬の死亡と時期を同じくして死亡する。
バーンズ
「十の目のバーンズ」と呼ばれた騎士で、気配を読む達人。だが、彼に恨みを持つ盗賊団によって差し向けられた少年の刺客の手にかかり死亡。彼ほどの達人も、無垢な少年の殺意までは読みきれなかったらしい。
オリファー
「博識のオリファー」と呼ばれた騎士で、サイファーの弟。法王庁で研究を続け、サイファーを甲殻人間に改造する。人間に絶望し、キマイラに地上を委ねるべきと考えており、法王庁を襲撃してきたサイファーの手にかかり、体を真っ二つにされ死亡した。

### ルドルフとその配下
ルドルフ
ゲイヴォルグの技師長。「古き者達」の技術に長じ、多くのキマイラの犠牲の上に様々な改造種（イブリッド）を作り出している。性格は狡猾にして残忍。人間もキマイラも彼にとってはモルモット程度にしか考えていないようである。サイファーはその行いが人間・キマイラ双方の運命を狂わせてきたことを理解しており、「全ての元凶を生み 傍観する者」と表現している。実際、彼は悠久の時を生き、何度も世界を滅ぼしている。また、人間に助言を与えたり、戦争の勃発を誘発したりするなど、長きにわたって人類の歴史を闇から操作・支配してきた。
リン達とサイファー達との決戦を見届けた後、聖都サラスを占拠し、新生ゲイヴォルグを以て世界を滅ぼそうとする。サラスでの戦いでは「魔槍ゲイヴォルグ」で世界を無に帰そうとするも、油断からタキに追い詰められ、シャーリーの静止もあって彼に討ち取られる。
その正体ははるか昔、「古き者達」の文明が栄えていた頃に作られた遺伝子解析装置であり、人間やキマイラでないどころか生物ですらなく、機械だった為に永い時を活動してこられた。キマイラの祖先もルドルフによって作られたもので、「キマイラは自身に手を出すことはできない」という情報を遺伝子に刻んでいる為に人間でなければ手出しが叶わない。
ルドルフの目的は完成時に不治の病に冒されていた少女シャーリーの治療であり、自分の持つ知識だけではそれが叶わなかった為、戦いの助長によって文明の発達を操作して目的を果たそうとしていた。ルドルフの名はシャーリーが付けたもので、彼女の心からの笑顔を再び見たがっていたが、それが叶うことはなかった。
ルドルフ自身が戦うシーンはほとんど無いが、戦闘ではレーザーと思われる攻撃を繰り出す。また、キマイラと同様に目が赤くなる（キマイラとは違い意図的に赤くすることが出来る）。
シャーリー
ルドルフによって、100人のキマイラの死体から生みだされた錬成人間（アゾート）。エルフのように耳のとがった姿の少女の姿をしている。赤ん坊のように無垢な性格ながらその戦闘能力は凄まじく、当時のリンにすら「万全の状態でも勝てる気がしない」と言わしめるほど。
白の鉄槌兵団（後述）の強化のために一度両腕を失い、自らも白の鉄槌五連隊の一員となった。それが全滅した後、再びルドルフのもとへ戻り、ファルシオンへ赴いたルドルフに同行した。
その素性ははるか昔の、不治の病に冒された普通の少女であり、ルドルフの手でキマイラの死肉を継ぎ接ぎされることで生き永らえていた。しかし、悠久の時の中で悪魔の心を持ってしまったルドルフの暴走を止めるべく、最後には「もう止めて」と、ルドルフをタキとの戦闘中に静止し、ルドルフが討ち取られた直後に全身から血を吹いて死亡した。
ファルケン
「重格闘術のファルケン」の異名をもつ改造種。キマイラ10人分の筋肉を有する大男で、凄まじい怪力とスピードを併せ持つ。キマイラとして覚醒したルカとの戦いで狂暴化していき、それに比例して形態が変化し、全身に無数の目をもつ怪物のような姿となった。最終的にはリンに倒されるがその刹那人間としての記憶がよみがり、涙を流しながら死んでいった。
ビュウ
「黒鳥のビュウ」の異名をもつ鳥型改造種。性格は卑劣かつ冷酷で、敵を絶望にさらすのを好む。翼を切り裂かれた後も軽量化された身体と強靭の脚力からくるスピードで相手を翻弄しようとしたが、覚醒したルカには敵わず惨殺された。
ザイン
ラウド
タリボンの領主である男。こまどり隊を戦場に送ることで、領主としての地位を保っている。こまどり隊を気遣っているふりをしているが本心では誰よりも子供を嫌っており、彼らを散々利用して殺してきた。リンがタリボン城に攻めてきたときにはそこから逃げ出そうとしたが、シャーリーによって素手で八つ裂きにされた。
アブイ兄弟
「加速車輪のアブイ兄弟」の異名をもつ二人組みの男。ローラースケートのようなものを履き、動体視力を高める器具を目に装備している。こまどり隊を狙ったが、仲間割れを演じたタキとオスカにあっさりと敗れた。
グレタ
ルドルフにより鳥型改造種にされた女性。故郷に残した子供達のために、カイルの抹殺の任を受けクレイモアに攻め入る。リンとタキによって止められるが、無理な人体改造が原因で死亡する。
アドニス
ルドルフの一番弟子という、不気味な仮面を被った男。サラスに「黒い病」と呼ばれる伝染病をばら撒いた張本人。自らの身体を甲殻人間・オーグルに喰わせて、それと一体化した。甲殻人間と融合してからは炎に強い耐性を持ち、無数の触手を操る能力を得た。突如現れたサイファーに一撃で敗れるが、「人類の叡智はこの程度ではなかったか」と喜びながら死んでいった。

### 白の鉄槌兵団
4人の改造種からなる、ゲイブォルグの一兵団。自らを「完全者」と妄信しており、その極端かつ危険な思想のためゲイヴォルグからも恐れられている。後にシャーリーを加えて、「白の鉄槌五連隊」に改名した。「ファイナルクロニクル」では彼らの後身として連隊シリーズ第2弾「灰色の電撃隊」が登場しタキに襲いかかるが、嵐の通り名を得たタキの敵ではなく瞬殺された。
ナインハルト
「雷光のナインハルト」の通り名を持つ、鎖をもった男。体内に電気を生成することができ、鎖を通して電気を敵に流し込む。「白の鉄槌五連隊」となると仮面をつけるようになった。シャムシールの無差別なキマイラ狩りの被害者で、抵抗できないリンを徹底的に嬲り者にしたが、突然現れたタキによって致命傷を受ける。その後、体内の電気を暴走させて自爆しようとしたが、迷いを振り切ったリンとタキによって阻止された。
トリガ
「遠撃ちのトリガ」の異名を持つ改造種。未完成な「銃」を使用するためだけに全身を改造しており、脳が剥き出しの頭部、十字状の目など非常に奇怪な姿をしている。性格は狡猾かつ慎重で、敵の手の及ばないから攻撃するのを好む。「白の鉄槌五連隊」となった後はさらに強化され、2丁の銃を一度に使用できるようになった。遠方から攻撃してリンを苦しめたが、突如現れたガラハットにはどんな手段も通じず敗れ去った。
ブルメ
「飛燕自在刀のブルメ」の通り名を持つ男で、巨大なブーメランをもつ。理不尽な謎かけ（リドル）を吹き掛けるのを好む。「白の鉄槌五連隊」となると、ナインハルト達と共にシャムシールの人々を殺しまわり、リンを嬲り者にした。だが、仲間が敗れ形勢が不利になると判断すると一反退いたが、シャーリーの腕の再生のためルドルフによって抹殺された。
ビエル
「超肥満巨躯のビエル」の異名を持つ肥満体の大男で、非常に巨大な鉄槌を持つ。「古き者達」の技術により、身体が刃を通さない軟体質になっている。南部の香辛料で味付けされた食物が好物。シャムシールの人々を惨殺し、仲間達とリンを激しく痛め付けたが、タキの「超連歩烈風脚」の前には軟体質の身体も通用せず敗北した。
シャーリー
シャーリー参照

### その他
ジラフ
「雷鳴のジラフ」の通り名を持ち、シュバルツ戦争の英雄と言われたほどの戦士。リンの育ての親。キマイラ討伐でリンの母・マリーを殺したが、赤子のリンをどうしても殺すことができず、ゲイヴォルグ軍から脱走して自分の娘として育てた。だがそれから15年後、2人が住んでいたファーブルの村がゲイヴォルグ軍の襲撃を受けるとリンを守るため、単身で敵軍に戦いに挑むも多勢に無勢、ついに力尽きる。
マリー
ガラハットの妻でリンの実母。種族はキマイラ。それまでの経緯は不明だが、民殺しの罪に苦しんでいたガラハットの前に現れ、自らを殺して欲しいと懇願した。ガラハットは最初彼女が物狂いかと思ったが、その美しさに一目で心奪われる。彼が騎士団を脱退して旅に出る際にバレンタイン司教の勧めでマリーと結婚したものの、それは彼女は自らの意志というよりは自失状態で流されるままの同意だった。当初ガラハットに心閉ざしていたマリーも彼が献身的に接したので少しずつ心を開いていった。だが旅の途中サイファーの持っていた赤いペンダントの影響からか突如赤い目になり暴走、多くの人命とガラハットの片足を奪ってしてしまう。その罪の意識に苛まれガラハットの元を去っていった。その後身ごもっていたリンを出産したが、密告によりキマイラ狩りに遭い命を落とす。キマイラの王家に受け継がれる「青のペンダント」を持っていたことから、彼女はキマイラの王家に関係する者である可能性が高い。
ヘレン
クレイモアで孤児院を切り盛りする気風の良いおばさん。タキも彼女の孤児院出身である。実はカイルの母親で、正体は旧カーライア帝国皇帝の唯一の血を引く皇女・マルゴリット。自分の息子・グスタフを次期皇帝に据えようとしたカリウス卿の策謀により、母である皇帝の后は自殺に追い込まれ、更にその魔の手が彼女に及んだとき命からがら大司教によって救われた。既にカーライア帝国はカリウス卿に掌握されていたため、大司教の助力で帝国を脱出し、次期皇帝たる正当継承者を産んでカリウス卿の野望を止める使命を帯びる。
オスカ
少年突撃部隊「こまどり隊」の隊長。少年でありながらその指揮能力、武芸は大人顔負けである。当初はリンたちと敵対するが、自分たちがラウドに利用されていたことを知り翻意。リンたちと手を結び共闘するがファルケンの一撃からルカを庇って重傷を負い、ビュウの手にかかり命を落とす。このことがルカのキマイラとしての覚醒を引き起こすこととなった。
ルカ
こまどり隊の隊員である少女。キマイラであるが、本人は自覚していない。後にオスカに従いリンたちと共闘する。目の前でオスカを殺されたことでキマイラの能力が覚醒。憎しみに駆られるままビュウを惨殺しファルケンと戦うが、タキに止められ自我を取り戻す。その際、自分のなしたことへの罪悪感の為、ショックで記憶を全て失ってしまう。戦いの後、他のこまどり隊の少年たちと共にザインに連れられてクレイモアへと向かって旅立った。
クレイモアでの生活の中、重傷だったこまどり隊の一人が亡くなる間際の遺言によって自分を取り戻し、その後聖十字軍にこまどり隊の一人として参加する。その時にはキマイラの力は既に自らのものとしている。自分に「5年後にはいい女になる」と言ってくれたカイルに好意を持っているようで、「絶対にキレイになってやる」と言ったり、カイルに視線を向ける時に顔を少し赤らめたりしているシーンがある。
サラスでの戦いから数年後、ヘレンの孤児院でリンの代わりに孤児達の面倒を見る生活を送る。
グスタフ
軍事国家ゲイヴォルグの総帥。その強大な軍事力を背景に大陸全土の支配をもくろむ。自身の地位を脅かすカイルの存在を恐れ、ルドルフにカイル暗殺の命を下す。後に、人質として差し出された小国の王子フランツとの交流によって戦争の終結を決意し、全軍に戦争行為の停止を命じるため首都サラスへと向かうが、城の目前でルドルフが差し向けたマンティコアの手にかかりフランツと共に命を落とす。
バジル
ゲイヴォルグの南の将軍。カオス戦争の英雄でもある。断罪の日が終わったのち、ルドルフの手によりマンティコアを思いのままに動かすことができるように改造されたが、タキによって討ち取られた。

## 用語解説
キマイラ
普段は人と変わらないいでたちをしているが、一度戦闘状態に入ると目は炎のように赤く燃え上がり、すさまじい力と速さで戦う戦闘種族。曰く、怒りに身を飲み込まれたとき、彼らの頭の中では「憎イナラ殺セ!」「人間ナンテ滅ビテシマエ!!」という声が聞こえるといわれている。人間とキマイラの混血は極稀にしか誕生せず、「奇跡の種」と呼ばれる。
かつてはカーライア帝国との盟約のもと帝国のために戦っていたが、25年前のカオス戦争で帝国に反旗を翻して大打撃を与えた。カオス戦争でゲイヴォルグ軍によって一掃され絶滅したはずだったが、実は各地でひっそりと生き延びていた。そのため、ゲイヴォルグは徹底したキマイラ狩りを行い、リンの母・マリーもそれによって命を落とした。
その正体ははるか昔、繰り返される戦に自らを憎悪した人間たちが、「血の刻印」を操作する技法（いわゆる遺伝子操作）を用いて生み出した新たな人類である。そして、人間たちが再び愚かな行いをした際に全ての人間を滅ぼすことが「血の刻印」に刻まれており、そのために存在している。また、キマイラの祖先はルドルフによって作られ、その「血の刻印」には「ルドルフには手を出すことはできない」という情報が刻まれているため、人間でなければルドルフを倒すことは出来なかった。
血の刻印
全ての生きとし生ける者が血の中に持つ刻印。「古き者達」が呼んだ遺伝子のこと指す。
古き者達
はるか昔、高度な文明を築き、大地を削り焼き尽くす規模の戦（つまり核戦争）を繰り返した人々。わずかに生き残った人々は同じ過ちを繰り返さぬよう、新たな人類・キマイラを生み出した。
赤のペンダント・青のペンダント
「古き者達」がキマイラを生み出した際に作られた二つのペンダント。「怒り」を司る赤のペンダントは人間に、「悲しみ」を司る青のペンダントはキマイラに渡され、悠久の時を経てそれぞれを統べる王家に受け継がれた。赤のペンダントはキマイラを覚醒させるウィルスを持っており、ファルシオンでキマイラを覚醒させたほか、25年前のカオス戦争の原因にもなった。一方、青のペンダントは覚醒したキマイラを鎮めるワクチンの役割を持つ。
マギノギオン
「古き者達」の技術を記した書物。筋肉間の移植や生体兵器の製造など、様々なことが記されている。本来はルドルフ以外の人物には閲覧は認められていない。
改造種（イブリッド）
人間や他の動物にキマイラの筋力をあわせたもの。身体を全体的に強化された「全身強化型改造種」、飛行能力に長けた「鳥型改造種」、馬を強化した「改造馬（イブリッド・ホース）」等がある。
甲殻人間
古代の生体兵器とされた、全身を装甲で覆った奇怪な生物。体内にはキマイラの肉のみが詰まっており、臓器や骨は無い。意思や感情をもたず、敵味方の区別無く攻撃する。制御するためには「黒い病」に感染した人間を餌とする必要がある。大型の個体は「オーグル」と呼び、アドニスと融合した。
後にゲイヴォルグより強化されて人間の意志を組み込まれ、生き餌を必要とせずに兵器として戦うことができるようになった。
マンティコア
魔都と化したサラスを拠点に大量発生し、大陸全土を席巻した人造の怪物で、外見は上記の甲殻人間に似ている。「個」という概念を持たず、生殖行為によって寸分たがわぬ同じ固体を産み続ける。知性や感情は皆無で、あらゆる生命を蹂躙する為にのみ存在している。また、戦いの中で進化を見せ、目の弱点を克服するのみにとどまらず、アインの仕掛けボウガン並みの遠距離連射までも可能とした。
流星の鉄
「硬さ」と「粘り」を併せ持つ本来地上に存在するはずの無い金属。これを打つことが出来るのはキマイラのみとされている。また、流星の鉄によって作られた武器は使用者の心を映すとされ、作中では漆黒、暗灰色、白銀の3色が確認されている。
ジハード
サイファーが宣言した人間撲滅の戦い。イスラームにおいてイスラーム世界（ダール・アル=イスラーム）を防衛する戦争もしくは異教徒の領土を侵略しイスラーム世界に組み込む戦争をさす「ジハード」に由来する。

ゲイヴォルグ
グスタフ総帥の父・カリウス卿が作った私設軍。カーライア帝国分裂後は帝都サラスを首都とする軍事国家として、大陸の制覇を目指す。
クレイモア
ゲイヴォルグと戦う数少ない国。タキやヘレンおばさんが住んでいた国。
ファルシオン
クレイモアと同じくゲイヴォルグと戦う国。軍事力は有するが他国に侵攻はしない。実はカオス戦争の際に生き残ったキマイラの子供たちが養育され、「人として」暮らしていた。サイファーの仕掛けによって血の刻印に目覚めた彼らはカイルと共にクルセイダーズに参加。その圧倒的なまでの戦力は「量産型リン」と評された。
エスタク
ザインがかつて所属していた国。周辺諸国もろともゲイヴォルグに征服された。
シャムシール
ゲイヴォルグ領。カオス戦争でキマイラの被害をもっとも受けたため、キマイラへの禍根がいまだに根強く残っている。「裁定者」のエイダと会った街。「白の鉄槌兵団」の襲撃を受ける。
サリッサ
クレイモアの隣国。名前しか出てこない。ゲイヴォルグに征服された。
ルアール
クレイモアの要塞。初陣としてタキも出兵するがタキ以外は全滅した模様。
アルスター
湖に沈むキマイラたちの故国。かつてキマイラたちがカーライア帝国に反旗を翻したカオス戦争で、帝国に大打撃を与えた。だが、当時は私兵団だったゲイヴィルグが叡智を高めると次第に太刀打ちできなくなり、断罪の日に滅ぼされた。
聖十字軍（クルセイダーズ）
ルドルフによって魔都と化した聖都・サラスを奪還する為に結成された軍隊。最大の特徴は軍の構成が史上初となる「人間」と「キマイラ」の混成であること、なおかつ「クレイモア」「ファルシオン」の各軍に加えて、敵対者だった「ゲイヴォルグ」軍まで加わっていることである。
新生ゲイヴォルグ
ルドルフとシスがグスタフ総帥殺害後、聖都・サラスを乗っ取り作り上げた軍勢。マンティコアの大軍を以て、全てを破壊し、全ての生命を蹂躙しようと目論む。
魔槍ゲイヴォルグ
巨大な衛星兵器。解き放たれれば、無数の光の矢となって世界を滅する。ルドルフは悠久の時を通して、この兵器で何度も世界を滅してきた。

## 書籍情報

### 単行本
キメラ　Kimera
- 第1巻 2002年7月4日発売 ISBN 978-4088593128
- 第2巻 2002年10月4日発売 ISBN 978-4088593227
- 第3巻 2003年1月6日発売 ISBN 978-4088593340
- 第4巻 2003年5月1日発売 ISBN 978-4088593555
- 第5巻 2003年9月4日発売 ISBN 978-4088593807
- 第6巻 2003年12月19日発売 ISBN 978-4088593975
- 第7巻 2004年4月30日発売 ISBN 978-4088594163
- 第8巻 2004年8月4日発売 ISBN 978-4088594347
- 第9巻 2005年1月5日発売 ISBN 978-4088594804
- 第10巻 2005年5月2日発売 ISBN 978-4088595047
- 第11巻 2005年9月2日発売 ISBN 978-4088595276
- 第12巻 2006年1月5日発売 ISBN 978-4088595528
- 第13巻 2006年5月2日発売 ISBN 978-4088595733
- 第14巻 2006年9月4日発売 ISBN 978-4088595986
- 第15巻 2007年1月4日発売 ISBN 978-4088596211
- 第16巻 2007年6月4日発売 ISBN 978-4088596396

キメラ　ファイナルクロニクル　Kimera Final Chronicle
- 第1巻 2008年2月9日発行 ISBN 978-4-08-859692-1
- 第2巻 2008年5月7日発行 ISBN 978-4-08-859705-8

### 小説版
- 単行本の他に連光寺正による小説版も刊行されている。本編とは同軸時間上の外伝的なストーリーとなっている。2006年9月現在、『キメラ 左利きの聖女』『キメラ 燃える瞳の遊女』が発売されている。